# Bob Purdie
Robert „Bob” Purdie (ur. 18 lutego 1911 w Glasgow, zm. 9 lipca 1982) – nowozelandzki bokser.
W 1930 i 1931 zostawał mistrzem kraju w wadze piórkowej. W październiku 1931 po występie na amatorskich mistrzostwach kraju, wraz z Bertem Lowe i Haroldem Thomasem, został wybrany do składu reprezentacji na igrzyska olimpijskie w 1932. Na igrzyskach wystartował w wadze lekkiej (do 60 kg) i zajął ostatnie, 8. miejsce. W pierwszej rundzie zmagań trafił na Włocha Mario Bianchiniego. Na początku walki przeważał Nowozelandczyk, który wygrał dwie pierwsze rundy. W trzeciej rundzie początkowo przeważał włoski zawodnik, ale w końcówce Purdie objął przewagę. Gdy sędziowie zadecydowali o zwycięstwie Bianchiniego, widownia zaczęła buczeć, a gdy pokonany Nowozelandczyk zszedł z ringu, pocieszała go. W 1937 stoczył jedyną profesjonalną walkę, a jego rywalem był Tommy Hendrie. Purdie wygrał przez nokaut.